# Отделна мотострелкова дивизия с особено предназначение
Отделната мотострелкова дивизия с особено предназначение, съкратено ОМСДОН, известна и като Дивизия „Дзержински“, носител на орден „Ленин“, Ордена на Октомврийската революция, Ордена „Червено знаме“, е елитно военно формирование от Вътрешните войски на Министерството на вътрешните работи на СССР.
Части на дивизията са разположени около Москва, Реутов, Балашиха. Дивизията има широка популярност както сред гражданското население, така и във въоръжените сили на страната с високата дисциплина на личния състав и с богатата си история.

## Подбор на кадрите
Във връзка със задачите, които се възлагат, и с опита при използването в народа често се разпространяват слухове, повечето от които неверни. Един от тях е, че личният състав се избира само от възпитаници на детски домове за сираци. Друг такъв слух е, че на бойците се дават специални медикаменти, премахващи чувството за страх. Истината е, че съществува секретно разпореждане по време на СССР за окомплектоване на дивизията с военнослужещи, според което представители на дивизия „Дзержински“ имат приоритетно право при подбора на военнослужещи, които съответстват на определени изисквания. Едва след подбора на военнослужещи за дивизията във военните окръжия започва разпределяне за другите команди – гранични войски, въздушно-десантни войски и морска пехота. Всички военнослужещи в дивизията са от славянски произход (руснаци, украинци и беларуси). Всички офицери са членове на КПСС, всички войници са членове на ВЛКСМ или кандидат-членове на КПСС. Офицерите за дивизията се подбират до 3 месеца преди началото на държавните изпити.
Военнослужещите на наборна служба се подбират още 6 месеца преди привикването им в армията и то само измежду преминалите специален подбор. Всички военнослужещи трябва да бъдат високи не по-малко от 176 см., в отлично здраве, без излишни килограми, без белези и татуировки по откритите части на тялото, от цели семейства (майката и бащата да са живи), образование не по-ниско от средно, с положителни характеристики от местоработата и училище, без осъждани роднини и без роднини зад граница.

## Предназначение
Дивизията решава специфични задачи в крайно усложнена оперативна обстановка във вътрешността на страната, а също така охранява и важни обекти като административната сграда на ЦК на КПСС, Съвета на министрите на СССР.
Ако оперативната обстановка в страната е спокойна, дивизията се занимава усилено с бойна подготовка, носене на караулната служба и изпълнение на ежедневни битови и служебни задачи.
Милиционерският полк носи службата си в Москва по охраната на обществения ред и борбата с уличната престъпност. Оперативни части също се привличат по време на спортно-масови и културно-масови мероприятия.

## Бойно използване
Отделна глава в историята на дивизията е записана по време на Олимпиада-80 в Москва. Освен че дивизията участва в охраната на събитието, цели подразделения трябва да участват в парада на физкултурниците, преоблечени в цивилни дрехи, а също така в постановката на картини под факела с олимпийския огън (всеки, който е гледал откриването и закриването на олимпиадата, е наблюдавал сменящите се картини, съставени от множество цветни фрагменти, направени от ставащи хора в определен ред).
На 21 октомври 1981 година в град Орджоникидзе избухват безредици въз основа на осетинско-ингушетски конфликт. След пристигането на дивизията редът в града е възстановен за 1 денонощие.
На 2 май 1986 година дивизията е задействана по тревога във връзка с аварията в Чернобилската АЕЦ.
Части от дивизията вземат под охрана зоната на отцепление, а батальонът за противохимическа защита участва непосредствено в ликвидирането на аварията.
От 1988 до 1991 година дивизията участва в пресичането на арменските погроми в град Сумгаит, в пресичане на арменско-азербайджанския конфликт в Нагорно-карабахската автономна област, ликвидирането на масовите безредици в град Баку, пресичането на метежническия конфликт във Ферганската долина, Узбекистан, както и на конфликта между узбеки и турци-масхетинци в Абхазия и Южна Осетия. Отделно от това части на дивизията участват в ликвидирането на последствията от земетресението в Спитак, Армения през 1988 г. Личният състав води борба срещу мародерствата, оказва помощ на пострадалите и прочее.
През 1992 година участва в миротворчески операции в зоните с извънредно положение в Северен Кавказ, обезпечавайки разделянето на страните с блокпостове на границата между Кабардино-Балкария, Северна Осетия, Ингушетия и Чечня.
Дивизията взема активно участие в Августовския пуч през 1991 година. По стечение на обстоятелствата части от дивизията охранява сградата на Върховния съвет (парламента), а в същото време като цяло дивизията извършва блокада и щурм на сградата на Върховния съвет.

## Състав
В различно време и в различните години дивизията има различен състав. В края на 1980-те години в състава на дивизията влизат
- 1, 2, 4, 5-и мотострелкови полк;
- 3-ти специален моторизиран полк на милицията;
- танков, инженерен, медицински, резервен, автомобилен батальони;
- артилерийски дивизион, батальони свързочен, химичен, за материално обезпечаване, за обучение на младши командири, комендантска рота, квартирно-експлоатационна част
- общ брой на военнослужещите – около 18000 души.